# Heraclides de Tarent (arquitecte)
Heraclides de Tarent (llatí: Heracleides, en grec antic: Ἡρακλείδης) va ser un arquitecte d'entre els principals consellers del rei Filip V de Macedònia, nascut a Tàrent.
Es diu que com a arquitecte havia restaurat la muralla de la seva ciutat natal, llavors en mans d'Hanníbal. Va ser acusat de voler lliurar la ciutat als romans, i va haver de fugir al campament romà on aviat es va fer sospitós d'estar en contacte amb Hanníbal i la guarnició cartaginesa, i finalment va creure prudent deixar Itàlia i va fugir al Regne de Macedònia on la seva habilitat i astúcia el va portar a ser conseller del rei.
Va fer veure que havia estat desterrat pel rei macedoni i va anar a Rodes on, quan va tenir la confiança dels rodis, va aconseguir incendiar el seu arsenal i part de la flota. Llavors va aconsellar al rei de fer matar cinc dels membres del seu consell d'estat. Però amb aquestes i altres mesures el rei es va fer impopular, i va haver de cedir a les peticions dels seus súbdits de destituir a Heraclides, i el va fer empresonar l'any 199 aC. La seva sort final és desconeguda.